# Marek Szapiro

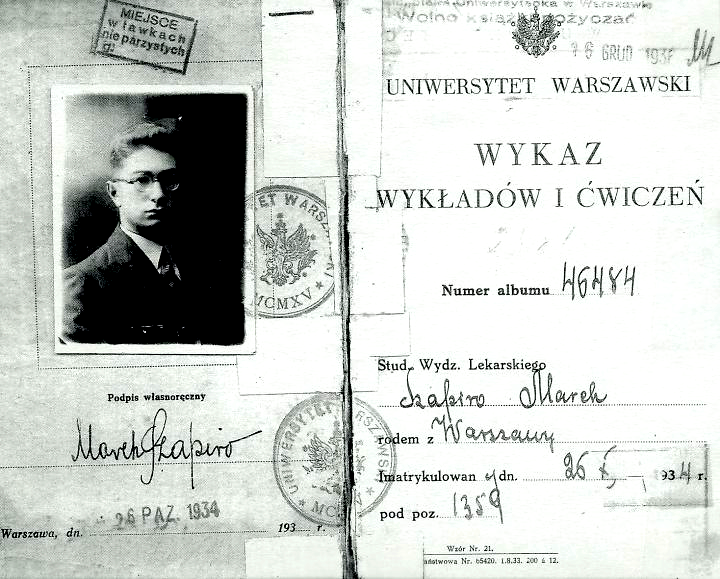
Książeczka studencka Marka Szapiro

Marek Szapiro (ur. 4 lutego 1917 w Warszawie, zm. 26 lipca 2002 w Sztokholmie) – polski neurolog i szachista żydowskiego pochodzenia.

## Życiorys
Urodził się w zasymilowanej rodzinie żydowskiej, jako syn dentysty Kazimierza Kaufmana (1888–1977) i Elli z domu Mandelsztam (1887–1957). Jego bratem był neurochirurg Jerzy Szapiro (1920–2011). Uczęszczał do Gimnazjum im. Mikołaja Reja w Warszawie, gdzie zdał maturę. Następnie rozpoczął studia na Wydziale Lekarskim Uniwersytecie Warszawskim, które jednak przerwał wybuch II wojny światowej. Od listopada 1940 wraz z rodziną przebywał w getcie warszawskim, z którego uciekli na aryjską stronę w drugiej połowie 1942. Ukrywali się w schowku zbudowanym pod podłogą posesji Stefana Petri w Wawrze.
Po zakończeniu wojny pracował w rozmaitych placówkach medyczno-badawczych i osiągnął kolejno stopnie doktora, doktora habilitowanego i docenta, specjalizując się w neurologii. W 1968 po antysemickiej nagonce, będącej następstwem wydarzeń marcowych, został oskarżony o znieważenie państwa i ustroju (podstawą był jego prywatny list, przejęty przez MBP). Został skazany na 3 lata więzienia, z czego odsiedział 9 miesięcy. W celi przebywał wraz z Jackiem Kuroniem. W 1970 wraz z żoną Anną i córkami Ewą i Małgorzatą wyemigrował do Szwecji i osiadł w Sztokholmie. Tam zmarł i został pochowany na Norra begravningsplatsen.
W 2005 wydano jego książkę Moje szachowe życie, a w 2007 zostały wydane jego wspomnienia z okresu wojny Nim słońce wzejdzie... Dziennik pisany w ukryciu 1943–1944. Był działaczem Polskiego Związku byłych Więźniów Politycznych.

## Szachy
Pasjonował się szachami, jednak ze względów zawodowych nie mógł im poświęcić wiele czasu. W mistrzostwach WTZGSz na rok 1938/1939 zdobył 3. miejsce. Podczas II wojny światowej grał w turnieju o mistrzostwo Dzielnicy Żydowskiej. Uczestniczył w pierwszych powojennych mistrzostwach Polski (Sopot 1946), zajmując w stawce 22 uczestników XV miejsce z dorobkiem 9 punktów z 21 partii i odnosząc indywidualne zwycięstwo nad zdobywcą brązowego medalu, Kazimierzem Platerem. Występ na mistrzostwach Łodzi w 1950 zakończył jego karierę zawodniczą. Później grał tylko partie towarzyskie i w rozgrywkach drużynowych. Sporadycznie drukował materiały z zakresu teorii debiutów i taktyki w polskiej prasie szachowej (m.in. w miesięczniku Szachy).